# Lauren Tewes
Cynthia Lauren Tewes (Braddock, Pennsilvània, 26 d'octubre de 1953) és una actriu nord-americana. Va interpretar a Julie McCoy a la sèrie d'antologia de comèdia de televisió The Love Boat, que es va emetre originalment a American Broadcasting Company (ABC) entre 1977 i 1986.

## Anys d'adolescència
Tewes va néixer a Braddock, Pennsilvània, d'origen alemany i un dels quatre fills, de Joanne (de soltera Woods) i Joseph Robert Tewes, un fabricant de patrons de fusta. La seva primera infància la va passar a Trafford industrial, prop de Pittsburgh, abans que la família es traslladés a Whittier, Califòrnia, quan ella tenia vuit anys.
Tewes va assistir al Ada S. Nelson Elementary School i Pioneer High School, on va estudiar teatre, guanyant el premi a la millor actriu durant tres anys. Tewes es va matricular en un grau d'Associat of Arts al Rio Hondo College, i va decidir especialitzar-se en arts teatrals. A la universitat, va guanyar "The Chancellor's Award for Excellence in Theatre", una beca d'un any que li va permetre traslladar-se a la Universitat de Califòrnia, Riverside, com a estudiant de segon any.
El 1973, quan va expirar la seva beca, Tewes es va retirar de la universitat i es va incorporar al Pacific Conservatory Theatre de Santa Maria, Califòrnia, com a aprenenta, debutant a l'escenari a Arsenic and Old Lace i The Most Happy Fella abans de convertir-se en membre del Birdcage Theatre. Empresa a Knott's Berry Farm, un complex d'atraccions fora de Los Angeles.

## Carrera
El primer treball de Tewes va arribar a mitjans de 1974 quan va protagonitzar un comercial de Lipton Ice Tea, que li va permetre unir-se al Sindicat d'Actors de la pantalla i registrar-se amb un agent amb la possibilitat de treballar en projectes cinematogràfics.
El 1975, mentre feia cambrera a les cafeteries Sunset Boulevard i sense diners, va patir un cop traumàtic quan a la seva mare li van diagnosticar un càncer terminal i va morir un any després.
Aviat, Tewes va interpretar papers a la sèrie de televisió Charlie's Angels ("Els Àngels de Charlie"), Vega $ (My Darling Daughter) i Family ("Mirror, Mirror on the Wall...") com a Jill Redfield, una desencantat debutant de Pasadena. No obstant això, va ser el seu paper a Starsky i Hutch ("Starsky i Hutch són culpables") com Sharon Freemont, una fiscal assistent de districte, el que va cridar l'atenció d'Aaron Spelling.

Tewes va ser seleccionada per al paper de la directora de creuers Julie McCoy a The Love Boat, seleccionada entre més de 100 actrius que van fer una selecció. Va protagonitzar el tercer i últim pilot del programa, repartit el dia abans que comencés la producció al RMS Queen Mary a Long Beach. Tewes recorda l'episodi pilot:
| « | ""Vaig haver de demanar diners en préstec per aconseguir un pneumàtic nou, perquè el meu Volkswagen Bug del 62 no anava a arribar a San Pedro... Aquell primer dia, amb el petit vestit, i vaig haver de dir: "Hola, benvinguts a bord., sóc Julie McCoy, la teva directora de creuers "un milió de vegades. Però vaig seguir fent-ho malbé i dient: "Hola, benvingut a bord, sóc Julie MacLeod perquè" perquè estava parlant amb Gavin MacLeod i estava molt emocionada." | » |

Paral·lelament, Tewes va aparèixer a la pel·lícula de televisió de 1979 Dallas Cowboys Cheerleaders al costat de Jane Seymour i va fer el seu debut cinematogràfic a la pel·lícula de 1981, Eyes of a Stranger, protagonitzada per una jove Jennifer Jason Leigh.
El 1984, després de set temporades a The Love Boat, Tewes va ser reemplaçada després d'una batalla molt pública amb l'addicció a la cocaïna, que finalment va superar. Va repetir el seu paper com a convidada en un episodi de 1985, i a les pel·lícules de televisió de la temporada 1986–87.
Tewes va ser emèsa en un pilot de comèdia de situació CBS de 1985 Anything for Love. El pilot es va emetre com a especial aquell estiu, però no es va recollir com a sèrie. Va protagonitzar la clàssica sèrie de televisió dels anys 80 My Two Dads, The New Mike Hammer, Murder, She Wrote, T.J. Hooker i Hunter.
El 1994, Tewes es va traslladar a Seattle i es va centrar en l'actuació i la direcció de teatre regional a tot el país. A Seattle, va actuar amb el Tacoma Actors Guild i el Seattle Repertory Theatre. A més de fer veus en off per a anuncis, Tewes va continuar la seva carrera televisiva i va aparèixer en un episodi de 1998 de Love Boat: The Next Wave, un renaixement de la sèrie original. El 2000–01, va tenir un paper recurrent com a detectiu de policia a The Fugitive.
Tewes interpreta Maxine Murdoch a la sèrie de ràdio de misteri i comèdia Imagination Theatre Murder and the Murdochs, que va debutar el 2020. També ha interpretat papers en episodis d'altres sèries de ràdio a Imagination Theatre.

## Escola de cuina
Tewes va assistir a l'escola de cuina per convertir-se en un especialista en formatges i treballa com a sub-xef per a una empresa de càtering a Seattle quan no actua.

## Vida personal
Tewes s'ha casat tres vegades, primer amb John Wassel, un director d'anuncis de televisió, després amb Paolo Nonnis, un bateria italià, i finalment amb l'actor escènic Robert Nadir. L'any 1987, va patir la pèrdua de la seva filla d'un mes, nascuda prematura.